# Босо-обувь

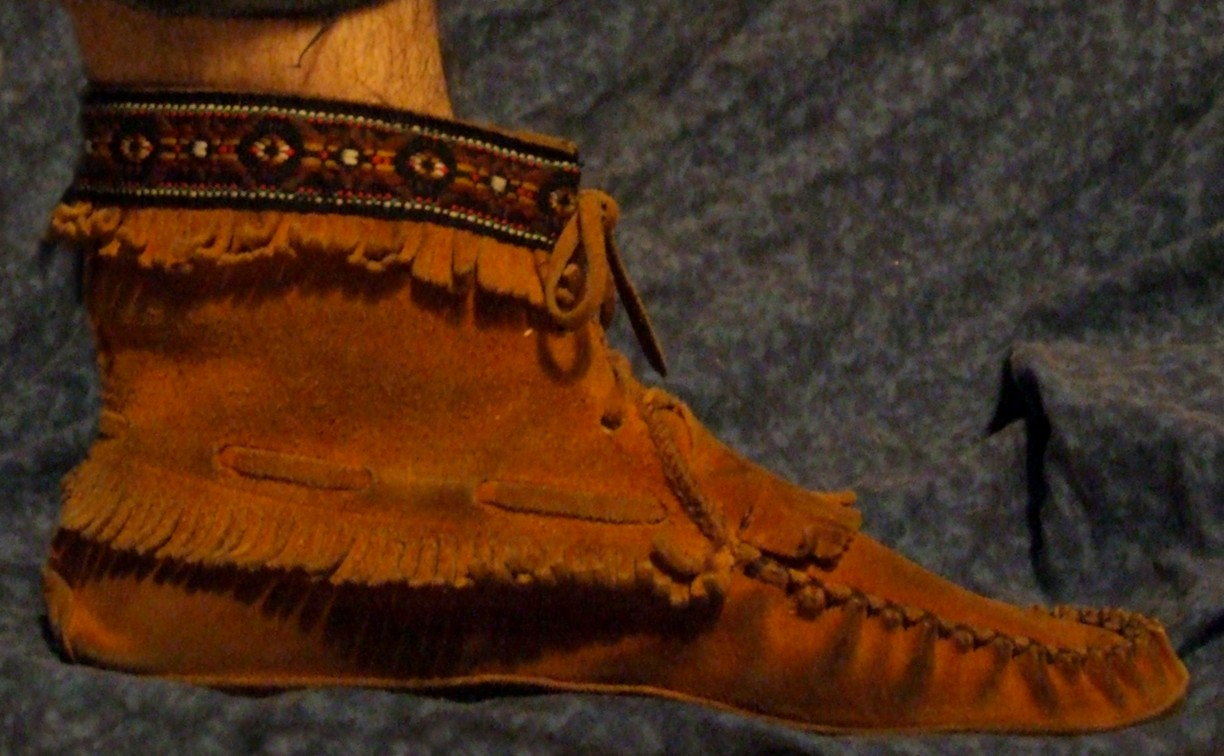
У мокасинов тонкая подошва

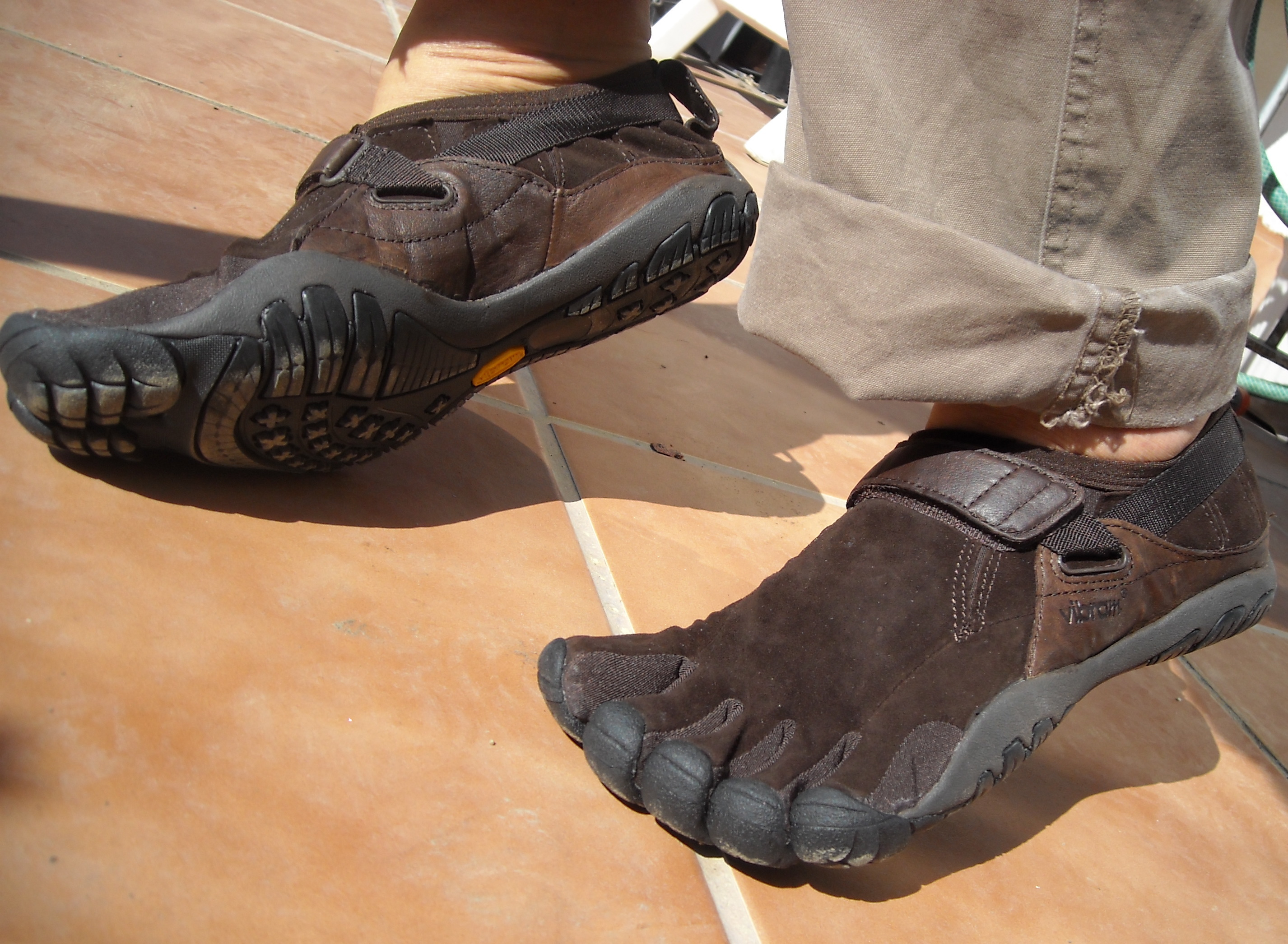
Vibram FiveFingers KSO Trek — современная босо-обувь

Босо-обувь или минималистическая обувь — это обувь с очень тонкой подошвой, но без какой-либо амортизации и каркаса. Ходьба и бег в такой обуви напоминает передвижение босиком. Босо-обувь изготовляется для работы, отдыха, занятий спортом как внутри помещений, так и для любого времени года на улице.
Использование босо-обуви вместо кроссовок и обычной обуви вообще может быть более полезно для здоровья потому, что активизирует в голени и стопе около 20 мышц, уменьшает нагрузку на колени и пятку, позволяет стопе и пальцам быть в естественном положении, улучшает осанку. Исследование 2014 года доказало, при беге босиком улучшается экономичность бега и максимальное потребление кислорода.

## История создания
Самый известный предшественник нынешних вариантов — мокасины.
Первые современные модели босо-обуви разработали для бега босиком, который стал очень популярным, особенно после публикации книги Кристофера Макдугла Рождённый бежать в 2009.
Эволюция человеческой ноги — это эволюция босой ноги. Около 70 % информации в наш мозг о движении поступает от нервов подошвы. Это значит, что чем больше чувствуешь поверхность под ногами, тем больше и естественнее тело приспосабливается к окружению. Строение пальцев, подушечки стопы, щиколотки и ахиллесова сухожилия призвано смягчать возможные удары. При естественном беге и ходьбе человек никогда не ступает на пятку всем своим весом. Массовое применение обуви началось в городах несколько столетий назад, но и в наши дни большинство людей третьего мира на Земле ходит босиком. Бег — естественное состояние человека. Наши древние предки (мужчины) проводили в беге большую часть дня.
Обувь не создала ногу, но однажды появившись на ноге, очень сильно меняет походку. Нога перестаёт амортизировать, каблук просто вынуждает ступать на пятку. Созданный природой механизм перестаёт работать. Возникает замкнутый круг — чтобы обезопасить сухожилия и суставы от удара, подошву делают ещё «более амортизирующей» и толстой. Кристофер Макдугл рассказывает как обувные компании просто делают деньги и продолжают выпускать обувь, калечащую бегунов. Это заявление подтверждено в научных исследованиях: доктор Гарвардского университета Даниель Либерман, изучая технику бега босиком, заметил, что массово пришедшая в 1970-х на рынок обувь для бега привела к росту хронических осложнений у бегунов до нынешних 65-80 %. Основное отличие в беге босиком — приземление на середину стопы, а не на пятку. Лабораторные исследования показывают, что при беге с поступью на подушечку стопы нагрузка уменьшается вдвое по сравнению с поступью на пятку. Исчезает такая распространённая травма, как колено бегуна. Марафонцы, перешедшие на босо-обувь, говорят, что избавились от этой проблемы и время восстановления стало заметно меньше. Именно благодаря естественной технике бега босо-обувь не нуждается в амортизирующих элементах. В 2014 в Physician and Sports Medicine вышла публикация сравнения 96 научных исследований босо-обуви, бега босиком и биомеханики в сравнении с традиционной обувью за последние годы. Из публикации видно, что многие приписываемые босо-обуви проблемы не имеют места в жизни, а отмеченные особенности бега в босо-обуви могут снизить риск травм и улучшить результаты.
Здоровое босохождение практически невозможно в современном мире. В городах под ноги может попасть стекло, острые железяки, выплюнутая жвачка, окурки, птичий и собачий помёт и прочий опасный и неприятный мусор. На природе мало осталось нетронутых цивилизацией мест — грунтовые дорожки посыпаны острым гравием. Босо-обувь как раз даёт подошве защиту, но не более.

## Привыкание к босо-обуви
Бег в босо-обуви становится всё более популярным. Единственные бегуны, которые сохранили естественную технику бега — африканские спортсмены, никогда не носившие обувь. Например, Абебе Бикила выиграл олимпийское золото в Риме в 1960 году, пробежав дистанцию босиком. Всем остальным, привыкшим к каблуку с амортизацией, рекомендуется сразу отучиться приземляться на пятку при беге, бегать понемногу и по мягкому грунту, песку пляжа, траве. Среди прочего есть:
- Правило 10 % — если привык пробегать 4-9 км в день, начни с 400−900 м в босо-обуви и увеличивай дистанцию на 10 % в неделю.
- После приземления на подушечку стопы начинающему стоит опускать на землю и пятку — бег на одних носках слишком нагружает ахиллесово сухожилие. Для асфальта этот совет следует принимать с осторожностью.
- Ноги никогда не выпрямлены полностью — это автоматически гарантирует правильное приземление, то есть не на пятку.
- Движение ног напоминает вращение педалей, тело само непрерывно падает вперёд, силы не тратятся на толчки вперёд-вверх. Ноги касаются земли прямо под центром тяжести бегуна, ни в коем случае впереди его.
- Шаги заметно короче, но их темп быстрее — в босо-обуви около 180 шагов в минуту.[9]

Привыкание длится несколько месяцев, ускорять естественный процесс — опасно, можно получить травму.

## Варианты исполнения
Термин босо-обувь обозначает самые различные варианты по стилю и на любой вкус. Есть с очень тонкой подошвой, защищают только кожу и не имеют никакой амортизации. Другие имеют значительно более толстую подошву и предлагают некоторое смягчение ударов. Тонкоподошвенные называют чаще всего босо-обувью (англ. barefoot shoes), более толстоподошвенные по-разному, но часто называют минималистическая обувь (англ. minimalist shoes).
У босо-обуви пятка на том же уровне, что и подошва, так что мышцы ноги работают так же, как при беге босиком. У минималистических кроссовок пятка может быть чуть-чуть приподнята (4-12мм). В одних моделях пальцы ног — в общем отсеке, внешне они похожи на обычную обувь, в других каждый палец — в отдельном отсеке, более известные как FiveFingers, и носки, если их использовать, тоже должны быть в виде перчаток. Впрочем носки-перчатки производятся теми же производителями босо-обуви и могут заменить обычные носки — в них исключена возможность натирания пальцев.
Выбор размера для босо-обуви у каждого производителя немного отличается, но общая рекомендация — выбирать на 0,5-1 размера больше чем для обычной обуви, чтобы у пальцев было больше свободного места, поскольку при босохождении пальцы растопыриваются немного больше, чем в традиционной обуви.
Другая общая рекомендация — начинать босохождение в босо-обуви с максимально тонкой подошвой, чтобы сразу выработать правильную походку и привыкнуть к ощущениям. При этом важно обратить внимание на технику. Слишком длинный шаг или вытягивание ноги вперёд — это лишняя нагрузка на икры, стопу и ахиллесово сухожилие. Привыкание и разработка мелких мышц ноги может занять много месяцев.

## Известные производители

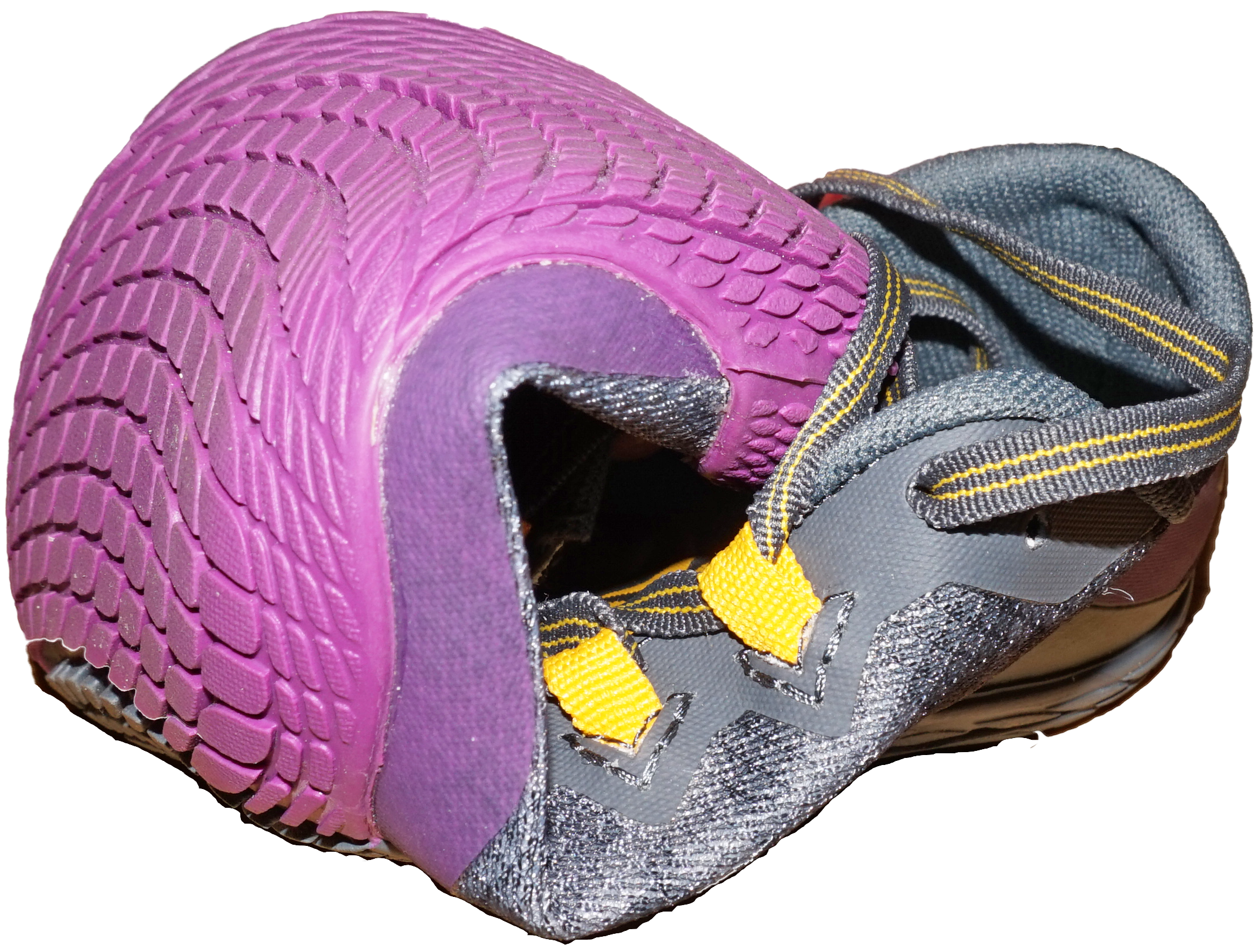
Merrell — минималистические кроссовки

Vibram FiveFingers специализируется на босо-обуви в виде перчаток и на минималистической обуви. В серии — варианты для мужчин, женщин и детей, для бега по шоссе и пересечённой местности, ходьбы и скалолазания, для повседневного использования, для занятий йогой и пр. Известный активный сторонник, часто показывающийся на публике в FiveFingers, — основатель Google Сергей Брин.
Vivobarefoot — минималистические кроссовки, впервые выпущены в 2003, в них впервые запатентована очень тонкая подошва. Во всех моделях нет различия в толщине подошвы между носком и пяткой — так называемый «zero-drop».
Merrell barefoot — также изготавливает наиболее привычные по виду минималистические кроссовки.
Feelmax — финский производитель, называет себя единственным изготовителем «настоящей» босо-обуви. За утверждением уникальная — 1 мм толщиной подошва, изготовляемая в сотрудничестве с изготовителем автопокрышек Continental®. В ассортименте — зимний вариант с подошвой в 2,5 мм.
Injinji — изготовитель носков-перчаток. Swiss Barefoot Sock — тоже изготовитель носков-перчаток, но эти носки используются без обуви — в их составе 50 % кевлара. Материал — пряжа, поэтому они не защищают от колющих предметов, таких как иголки и морские ежи.